# Eupithecia latifurcata
Eupithecia latifurcata là một loài bướm đêm trong họ Geometridae.